# Thecla dolylas
Thecla dolylas är en fjärilsart som beskrevs av Pieter Cramer 1779. Thecla dolylas ingår i släktet Thecla och familjen juvelvingar. Inga underarter finns listade i Catalogue of Life.